# Susana Soleto
Susana Soleto Muro (Vitoria, 15 de marzo de 1975) es una actriz española.
Soleto inició su preparación artística de iniciación al teatro en el Taller de Artes Escénicas de Vitoria y posteriormente cursó Arte Dramático en la Escuela de Teatro de Basauri. A partir de ahí, desde 1997, ha participado en 18 obras de teatro, destacando varios espectáculos en el Teatro Arriaga, con Txalo Producciones, con Gorakada o con Keinu Teatro.
Desde 2009 se encuentra de gira con la obra de teatro El club de las mujeres invisibles, dirigida por Fernando Bernués, con la compañía Vaivén. La obra que está nominada como Mejor Espectáculo Revelación para los próximos Premios Max, que se celebrarán el próximo mes de mayo, y ha sido elegida Mejor Espectáculo del País Vasco.
Además, ha destacado por su presencia en varias producciones televisivas durante los últimos cinco años, sobresaliendo especialmente su participación como actriz y colaboradora en plató en 2005, 2006, 2007 y 2008 en Vaya semanita.
En el 2008 participó como actriz, presentadora y reportera en El sacapuntas y en el 2009 y 2010 trabajó en la serie Escenas de matrimonio, como personaje principal, Miriam.
En 2019 comienza un papel protagónico en el serial español Acacias 38.

## Filmografía
- Acacias 38 (2019-2020), como Felicia.
- Agur (2013) (Cortometraje) en el papel de Zuriñe.
- La buena hija (2013) en el papel de Nancy.
- Lluna plena (2012) (TV movie) en el papel de Eva.
- El extraño anfitrión (2012) (TV movie) en el papel de Regina.
- Escenas de matrimonio (2009-2010) en el papel de Miriam.
- Vaya semanita (2004-2009)
- Viaje de ida y vuelta (2000)
- Campus (2000) (serie de TV) en el papel de Leire.